# Ciboure
Ciboure (Baskisch: Ziburu) is een gemeente in het Franse departement Pyrénées-Atlantiques (regio Nouvelle-Aquitaine). De plaats maakt deel uit van het arrondissement Bayonne. Ciboure telde op 1 januari 2022 5.957 inwoners.
Ciboure vormt samen met het aangrenzende Saint-Jean-de-Luz de belangrijkste vissershaven van Frans-Baskenland, met de vangst van sardines, heek en tonijn.

## Geschiedenis
Tot de zestiende eeuw hing Ciboure af van de parochie van Urrugne. Al aan het begin van de zeventiende eeuw werden plannen gemaakt voor de bouw van een fort om de Baai van Saint-Jean-de-Luz te verdedigen. Door onenigheid tussen de verschillende betrokken gemeenten begon de bouw pas onder koning Lodewijk XIII. In 1636 werd het pas gebouwde fort veroverd door de Spanjaarden. Pas na enkele jaren werd het weer Frans en kreeg het de naam Fort de Socoa. In 1686 werd het fort door Vauban voorzien van een aanlegsteiger, een kazerne en een kapel. Ook liet hij de toren verhogen. Het fort werd nog ingenomen door de Spanjaarden in 1793 en door de Engelsen in 1814.

## Bezienswaardigheden

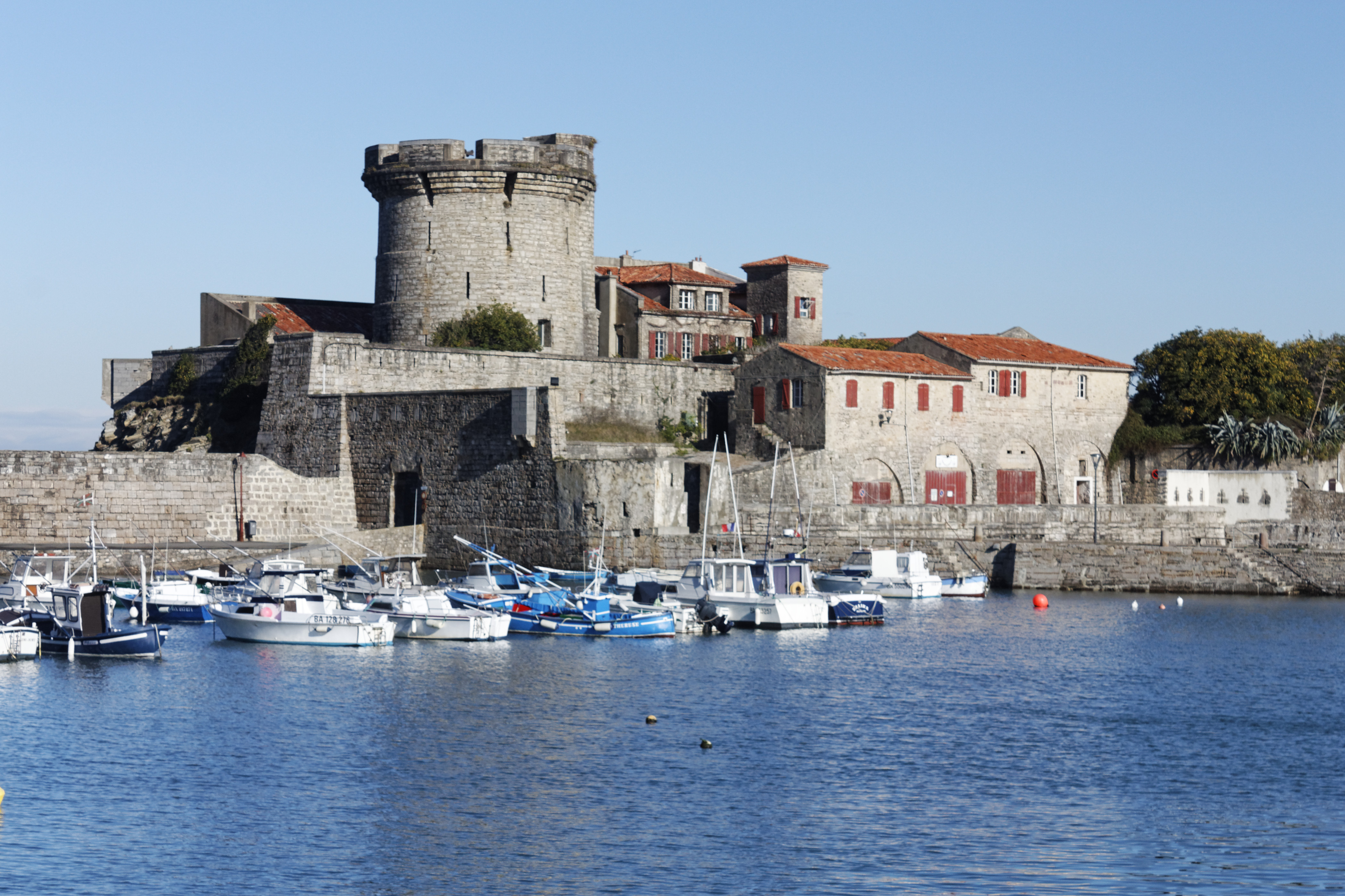

- De Saint-Vincentkerk dateert uit de zestiende eeuw. De kerk in barokstijl heeft een achthoekige toren met een houten spits. Binnenin zijn er aan de zijkanten houten galerijen (typisch voor Labourd) en een groot retabel.[2]
- Het Fort de Socoa.
- De Villa Leïhorra in de heuvels werd in de jaren 1920 gebouwd in opdracht van de rijke weduwe Caroline Signoret. Architect was Joseph Hiriart die een ontwerp tekende in art-decostijl en bekende vakmensen inhuurde: Raymond Subes voor de deuren en het ijzerwerk, Jacques Gruber voor de glasramen en Daum voor de tegels in de badkamer. De villa werd uitgeroepen tot historisch monument in 1995 en gerestaureerd vanaf 2008.[3]
- Het geboortehuis van componist Maurice Ravel staat aan de weg 'quai Maurice-Ravel'. Het huis werd gebouwd in 1630 door reder Esteban d'Etcheto en Hollandse stijl. Kardinaal Mazarin verbleef er in 1660 naar aanleiding van het huwelijk tussen Lodewijk XIV van Frankrijk en Maria Theresia van Spanje in het naburige Saint-Jean-de-Luz.[2]

## Geografie
De oppervlakte van Ciboure bedroeg op 1 januari 2022 7,44 vierkante kilometer; de bevolkingsdichtheid was toen 800,7 inwoners per km².
De gemeente ligt op de linkeroever van de Nivelle, waar deze uitmondt in zee, in de Baai van Saint-Jean-de-Luz. Deze baai wordt deels afgesloten door drie dijken, van west naar oost de Digue de Socoa, de Digue de l'Artha en de Digue de Sainte-Barbe. Deze werden in 1864 gebouwd om de stad en de haven te beschermen tegen stormen. De baai wordt in het westen begrensd door het Fort de Socoa.

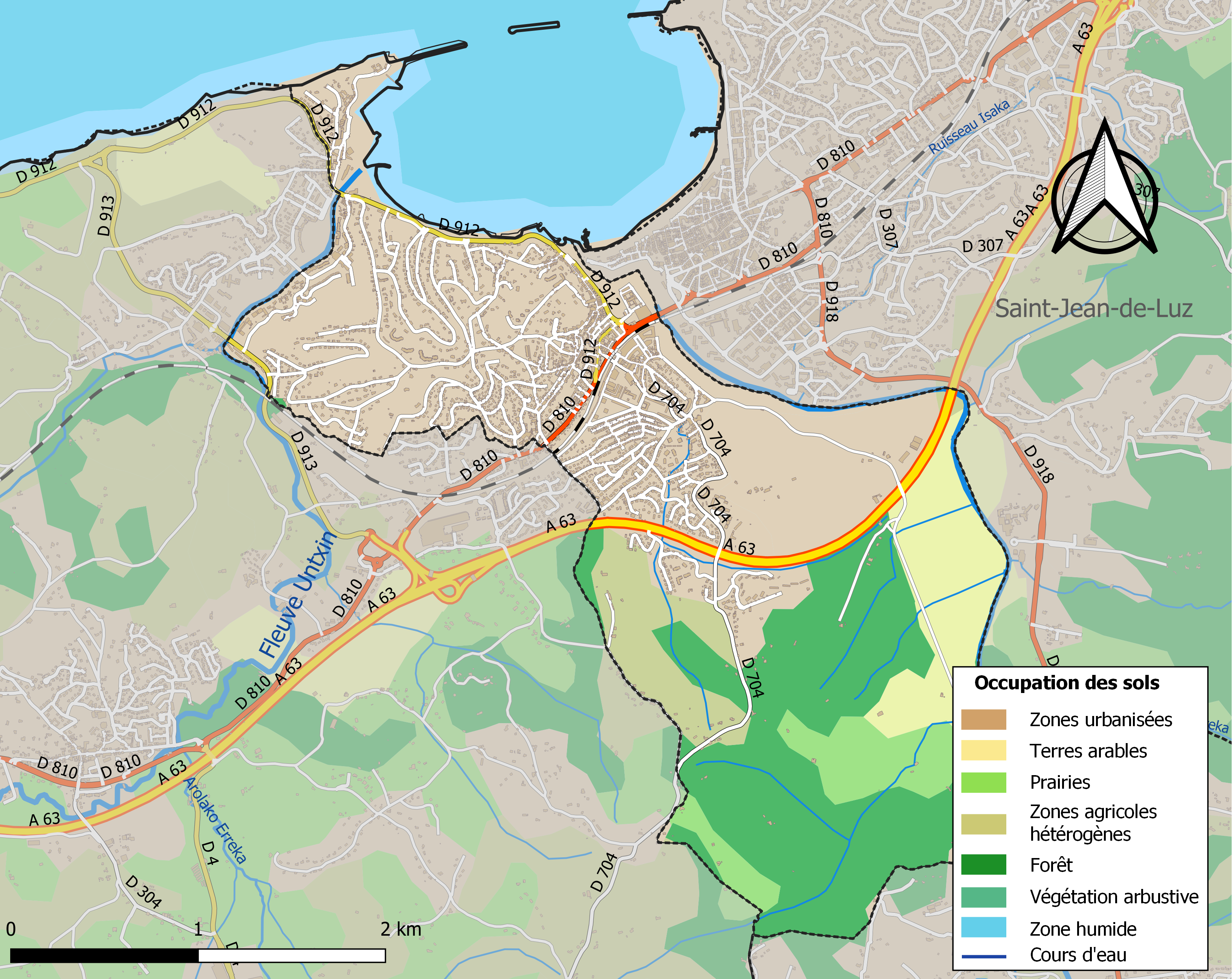
Kaart van de gemeente met belangrijkste infrastructuur, bodemgebruik en omliggende gemeenten

## Verkeer
Het spoorwegstation Saint-Jean-de-Luz - Ciboure ligt op het grondgebied van de aanpalende gemeente Saint-Jean-de-Luz . De autosnelweg A63 loopt door de gemeente.

## Demografie
Onderstaande figuur toont het verloop van het inwonertal (bron: INSEE-tellingen).

## Geboren in Ciboure
- Maurice Ravel (1875-1937), componist